# Contre-la-montre masculin aux championnats du monde de cyclisme sur route 1997
Navigation
1996 1998
Le contre-la-montre masculin des championnats du monde de cyclisme sur route 1997 a lieu le 9 octobre 1997 autour de Saint-Sébastien en Espagne. Le parcours de 43,8 km
Le Français Laurent Jalabert remporte ce contre-la-montre avec 3 secondes d'avance sur l'Ukrainien Serhiy Honchar. Aux deux premiers points intermédiaires, aux kilomètres 19,1 et 27,2, Honchar est premier avec 17 secondes d'avance sur Jalabert. Celui-ci refait son retard dans la dernière partie du parcours. Il compte encore une seconde de retard sur Honchar au km 36,7. Il double le Russe Evgueni Berzin, parti deux minutes avant lui, et qui avait annoncé son intention de tenter de battre le record de l'heure.
Pour la troisième fois en quatre éditions, le Britannique Chris Boardman monte sur le podium. Uwe Peschel, troisième au premier point intermédiaire, finit cinquième. Le Suisse Tony Rominger est quatrième de son dernier championnat du monde. Le tenant du titre Alex Zülle, coéquipier de Jalabert au sein de l'équipe Once, est victime d'une crevaison dès le départ puis au kilomètre 19 et termine onzième, à plus de deux minutes,.
Jalabert, numéro un mondial, a notamment remporté durant cette saison Paris-Nice et la Flèche wallonne et a connu des échecs lors de plusieurs objectifs importants. Il est considéré comme le favori de la course en ligne de ces championnats. Sa victoire au contre-la-montre est en revanche une surprise. Il a obtenu sa première victoire en contre-la-montre en début de saison, en gagnant le prologue de Paris-Nice. Il s'étonne lui-même de son succès : « C'est une surprise pour tous et à commencer pour moi, avouait le Tarnais. Vu mes bons chronos à la Vuelta, je me suis accroché dès le début à l'idée de monter sur le podium. Je suis parti vite et j'ai bien géré le final. J'avais regardé la course féminine et repéré la bosse où l'on pouvait faire la différence. . C'est bizarre, car j'ai toujours adoré cette discipline, mais je crois que mon problème résidait dans mon incapacité à me concentrer durant tout un contre-la-montre. Ce titre constituera peut-être un déclic. » Trois jours après cette victoire, il est onzième de la course en ligne, remportée par Laurent Brochard, puis il remporte la semaine suivante le Tour de Lombardie.
Honchar, passé professionnel en 1996, est la révélation de l'année dans cette discipline. Il a été vainqueur d'étapes contre-la-montre du Tour d'Italie et du Tour de Suisse. Il sera champion du monde du contre-la-montre trois ans plus tard.

## Classement
|                           | Coureur                | Pays        |    | Temps          |
| ------------------------- | ---------------------- | ----------- | -- | -------------- |
| Médaille d'or, monde      | Laurent Jalabert       | France      | en | 52 min 01 s 19 |
| Médaille d'argent, monde  | Serhiy Honchar         | Ukraine     | +  | 3 s 32         |
| Médaille de bronze, monde | Chris Boardman         | Royaume-Uni | +  | 20 s 53        |
| 4.                        | Tony Rominger          | Suisse      | +  | 24 s 34        |
| 5.                        | Uwe Peschel            | Allemagne   | +  | 44 s 89        |
| 6.                        | Melchor Mauri          | Espagne     | +  | 46 s 29        |
| 7.                        | Erik Breukink          | Pays-Bas    | +  | 1 min 27 s 11  |
| 8.                        | Jonathan Hall          | Australie   | +  | 1 min 45 s 84  |
| 9.                        | Zenon Jaskuła          | Pologne     | +  | 2 min 04 s 88  |
| 10.                       | Juan Carlos Domínguez  | Espagne     | +  | 2 min 14 s 31  |
| 11.                       | Alex Zülle             | Suisse      | +  | 2 min 15 s 37  |
| 12.                       | Michael Andersson      | Suède       | +  | 2 min 18 s 08  |
| 13.                       | Dario Andriotto        | Italie      | +  | 2 min 20 s 34  |
| 14.                       | Roland Meier           | Suisse      | +  | 2 min 23 s 82  |
| 15.                       | Jonathan Vaughters     | États-Unis  | +  | 2 min 46 s 63  |
| 16.                       | Henk Vogels            | Australie   | +  | 3 min 21 s 72  |
| 17.                       | Lauri Aus              | Estonie     | +  | 3 min 33 s 98  |
| 18.                       | Cristian Salvato       | Italie      | +  | 3 min 35 s 81  |
| 19.                       | Eddy Seigneur          | France      | +  | 3 min 36 s 40  |
| 20.                       | David Millar           | Royaume-Uni | +  | 3 min 50 s 31  |
| 21.                       | Vladimir Poulnikov     | Ukraine     | +  | 3 min 50 s 89  |
| 22.                       | Evgueni Berzin         | Russie      | +  | 3 min 59 s 85  |
| 23.                       | Servais Knaven         | Pays-Bas    | +  | 4 min 03 s 10  |
| 24.                       | Jan Karlsson           | Suède       | +  | 4 min 31 s 12  |
| 25.                       | Remigius Lupeikis      | Lituanie    | +  | 4 min 37 s 04  |
| 26.                       | Dainis Ozols           | Lettonie    | +  | 4 min 39 s 88  |
| 27.                       | Ruslan Ivanov          | Moldavie    | +  | 4 min 42 s 56  |
| 28.                       | Joaquim Adrego Andrade | Portugal    | +  | 4 min 44 s 82  |
| 29.                       | Eric Wohlberg          | Canada      | +  | 4 min 58 s 89  |
| 30.                       | Jan Hruška             | Tchéquie    | +  | 5 min 00 s 94  |
| 31.                       | Piotr Chmielewski      | Pologne     | +  | 5 min 01 s 90  |
| 32.                       | Andreas Walzer         | Allemagne   | +  | 5 min 07 s 93  |
| 33.                       | Víctor Hugo Peña       | Colombie    | +  | 5 min 13 s 45  |
| 34.                       | Marc Streel            | Belgique    | +  | 5 min 13 s 45  |
| 35.                       | Sasa Sviben            | Slovénie    | +  | 5 min 44 s 29  |
| 36.                       | Michael Sandstød       | Danemark    | +  | 6 min 01 s 25  |
| 37.                       | Dietmar Müller         | Autriche    | +  | 6 min 15 s 18  |
| 38.                       | Robert Pintaric        | Slovénie    | +  | 6 min 42 s 56  |
| 39.                       | Tyler Hamilton         | États-Unis  | +  | 6 min 48 s 68  |
| 40.                       | Bernhard Gugganig      | Autriche    | +  | 6 min 51 s 64  |
| 41.                       | Igor Bonciucov         | Moldavie    | +  | 7 min 07 s 44  |
| 42.                       | Miroslav Liptak        | Slovaquie   | +  | 7 min 10 s 83  |
| 43.                       | Milan Dvorščík         | Slovaquie   | +  | 7 min 59 s 00  |
| 44.                       | Hernandez Quadri       | Brésil      | +  | 8 min 12 s 56  |
| 45.                       | Jorge Giacinti         | Argentine   | +  | 8 min 43 s 10  |
| 46.                       | Benjamin Loberant      | Israël      | +  | 9 min 27 s 84  |
| 47.                       | Dragomir Zivkovic      | Yougoslavie | +  | 13 min 07 s 88 |